# Daniel Cardon
Oscar Daniel Cardon, född 5 november 1805 i Stockholm, död 4 december 1875, var en svensk litograf.
Han var son till tobakshandlaren Anders Cardon och Catharina Elisabeth Grönberg och från 1838 gift med Johanna Elisabeth Falk. Han var bror till Oscar och Johan Cardon. 